# Saxion

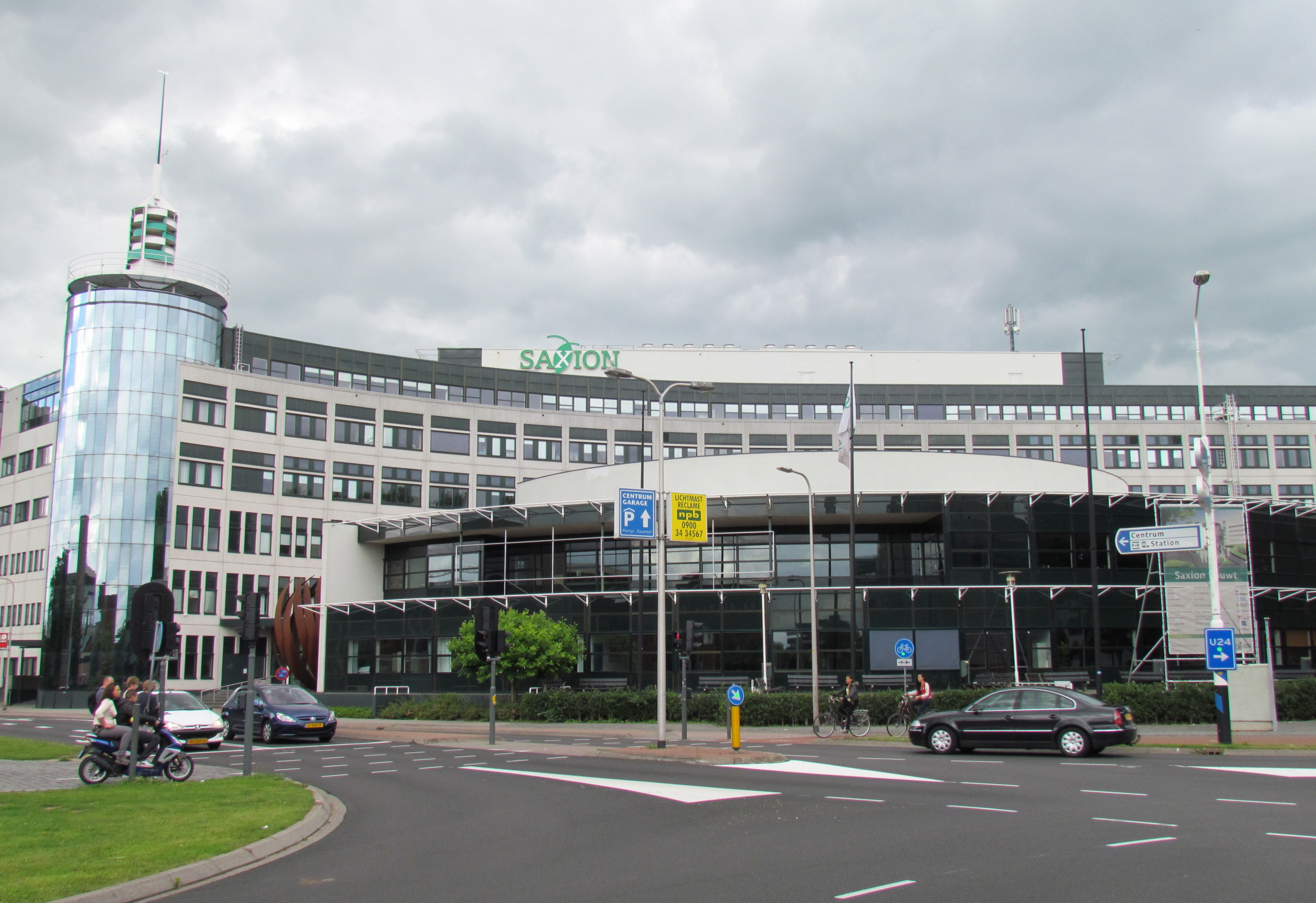
Saxion (Deventer, 2012)

Die Hogeschool Saxion, englisch Saxion University of Applied Sciences, ist eine niederländische Hochschule mit drei Standorten im Osten der Niederlande, Enschede,  Deventer und Apeldoorn.
Sie entstand 1998 aus der Fusion der Fachhochschulen (Hogeschool) von Enschede und IJselland. 2016 hatte sie rund 27.000 Studenten, davon 3500 Ausländer, was durch internationale Programme in englischer Sprache unterstützt wird. Schwerpunkt liegt auf angewandten Fächern, zum Beispiel unterschiedliche Wirtschaftsabschlüsse, Elektronik, Elektrotechnik, Bauingenieurwesen, Informatik einschließlich Spieleentwicklung, Mode- und Textilindustrie, angewandte Nanotechnologie und Physiotherapie.